# Amadou Cheiffou
 (décembre 2012).
Amadou Cheiffou, né le 1er décembre 1942 à Kornaka dans la région de Maradi, est un homme politique nigérien. D'ethnie peul, il est Premier ministre du Niger du 26 octobre 1991 au 17 avril 1993 à la suite de la conférence nationale qui a notamment instauré le multipartisme. Il dirige le RSD-Gaskiya, parti politique créé depuis janvier 2004.

## Biographie
Ingénieur de navigation aérienne de formation, diplômé de l’École nationale de l'aviation civile, Cheiffou a travaillé à Dakar comme Représentant de l'Organisation Internationale de l'Aviation Civile pour l'Afrique de l'ouest et du centre. Il a été le délégué de l'Association des Nigériens vivant à l'extérieur à la Conférence Nationale. Son choix à la tête du gouvernement de transition était perçu comme un compromis entre les forces vives du Niger d'alors car il n'avait aucune affiliation ou lien avec les régimes précédents.
Il est l'un des membres fondateurs de la CDS Rahama de Mahamane Ousmane. Son soutien fut sans conteste déterminant dans l'élection de ce dernier comme premier Président démocratiquement élu. Il fut durant cette même période Ministre de la Défense. Le 3 janvier 2006, il devient Président du Conseil Economique, Social et Culturel créé par Mamadou Tandja. En décembre 2009, il se présente comme candidat aux élections municipales pour le compte de la commune de Kornaka à la suite desquelles il est élu conseiller, une première pour un leader politique d'une telle envergure.